# Gespannplatte
Eine Gespannplatte wird im steigenden Blockguss eingesetzt, auf der ein Gespann mit mindestens einer Kokille von unten mit flüssigem Stahl gefüllt wird.
In der Gespannplatte sind Kanäle eingelassen, in denen über Feuerfeststeine der flüssige Stahl verteilt wird.
Alle Kokillen auf einem Gespann werden über einen gemeinsamen Trichter zeitgleich mit flüssigem Stahl befüllt. Der Trichter steht auf dem feuerfesten Königstein. Der flüssige Stahl wird über die Kanalsteine bis zum Endstein transportiert, auf dem eine Kokille steht.